# Pastisseria de les festes populars a Amposta
La pastissera de les festes populars a Amposta recull les postres i els dolços típics de les festes tradicionals a aquesta localitat.

## Nadal

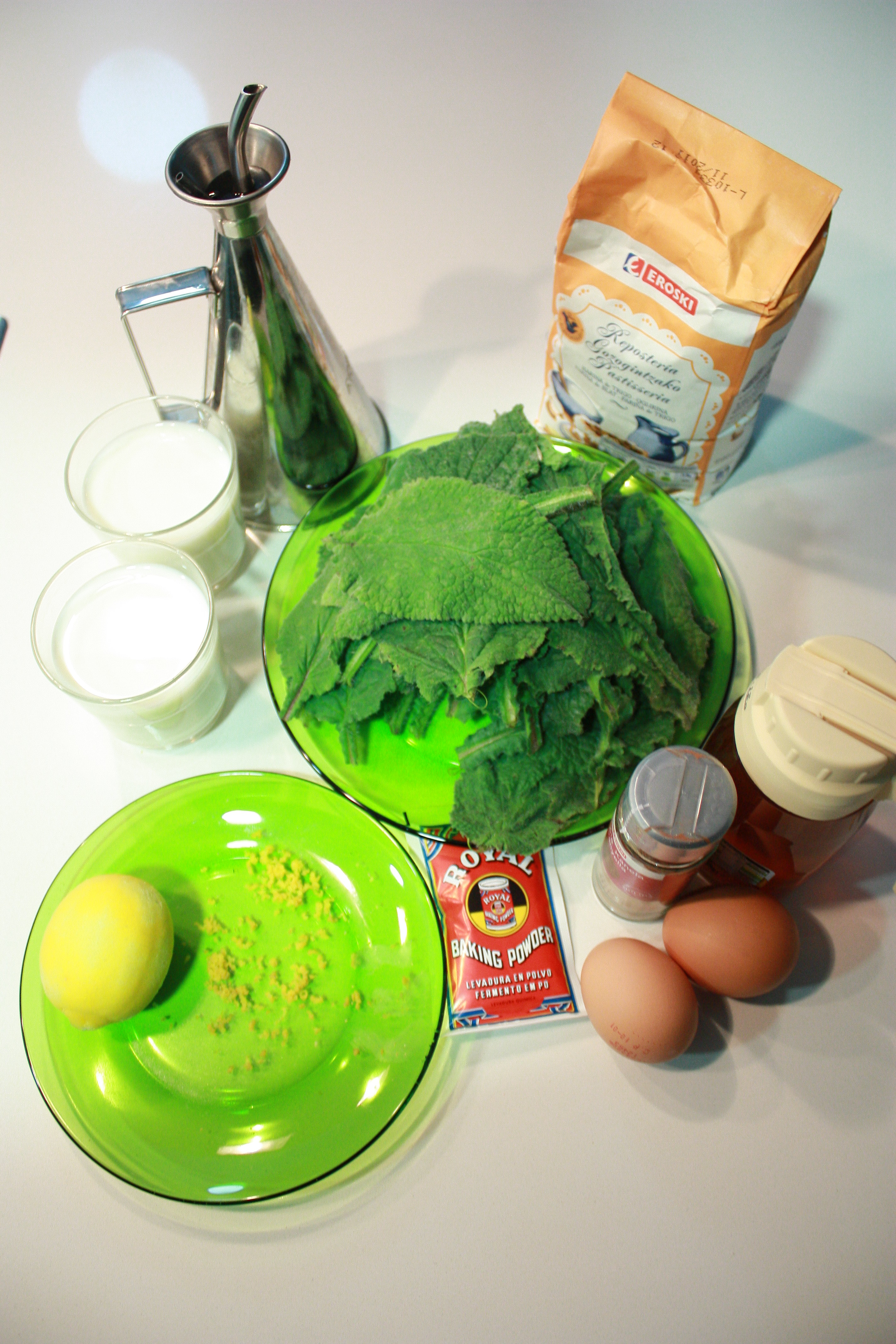
Ingredients per a les borraines

Pels volts de les festes de Nadal, en els horts de la comarca, creix un tipus d'hortalissa anomenat borraina. Les borraines són unes fulles de forma oval que tenen la cara inferior recoberta de pèls foscos. És típic, en aquesta zona, de preparar-les amb una lletada d'ou, sifó, i farina. Es passen les fulles per aquesta pasta i es fregeixen a la paella. Es posen totes en una plata i se'ls tira un bon raig de mel.
Era tradició, en aquesta època de l'any, que el jovent anés a cantar "aubades" a les portes de les cases. Com a obsequi els oferien figues seques (preparades igual que les borraines). Com que eren anys de fam, en veure les safates, els nens paraven de cantar i s'abalançaven sobre la llepolia.
A Amposta hi ha una significativa comunitat aragonesa. Va ser precisament a través d'aquest focus d'emigrants que va arribar-hi el típic ball de la "jota". Aquestes cançons van ser ràpidament adoptades pels nens, que les cantaven a les "aubades".
El fet que en treure les llaminadures els xiquets paressin de cantar va fer que les postres anomenades figa en paella passessin, a través d'una homonimització semàntica, a anomenar-se paracota ("para[K]ota" "para[X]ota"). Com bé sabem, el so [X], estrany al parlar català, va ser adaptat, en una primera fase, com a [K].

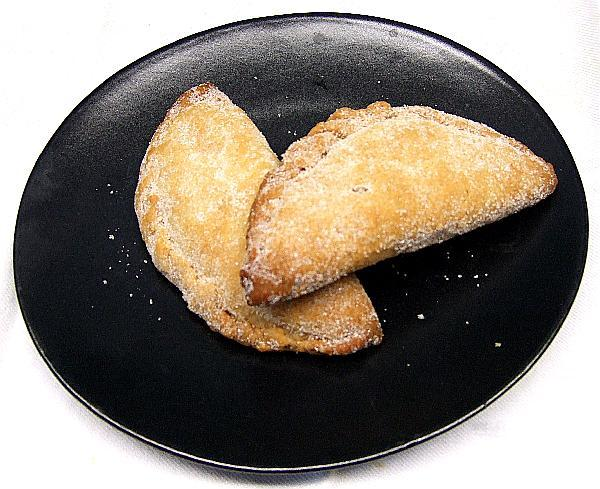
Pastissets

Unes altres postres que se solien preparar per les festes nadalenques, tot i que també les trobem en altres èpoques de l'any, són els pastissets. Els pastissets es fan amb oli, farina, ous i barreja (mig got de moscatell i mig d'anís). Se solen farcir de confitura de cabell d'àngel o bé de moniato.

## Reis
El dia de Reis era típic d'acabar l'àpat de festa amb les cabretes i serps de massapà. Les terres més occidentals d'Amposta són riques en el cultiu de secà, del qual cal destacar l'ametlla. Aquests fruits s'aprofiten a l'hora de preparar postres. L'ametlla barrejada amb sucre forma l'apreciat massapà. Aquesta pasta es treballa fins que pren forma de cabreta o de serp. Actualment, donat el cost tan elevat d'aquest producte, hom ha abandonat la tradició de comprar-ne i s'ha apuntat al costum forà del Tortell de Reis.

## Sant Antoni
Per sant Antoni, antigament la societat de carreters regalava a cadascú que portava a beneir els animals uns rotllets de Sant Antoni. Els rollets eren fets de pasta de mona i tenien forma rodona. Actualment, encara es regala un rollet a tothom que porta animals a beneir.

## La Candelera
L'àpat típic del dia de la Candelera s'acaba amb el menjablanc. Aquesta no és una llepolia que destaqui pel seu aire festiu, ja que és molt barata. Es fa amb farina d'arròs i llet aromatitzada amb llimona i canyella.

## Sant Blai

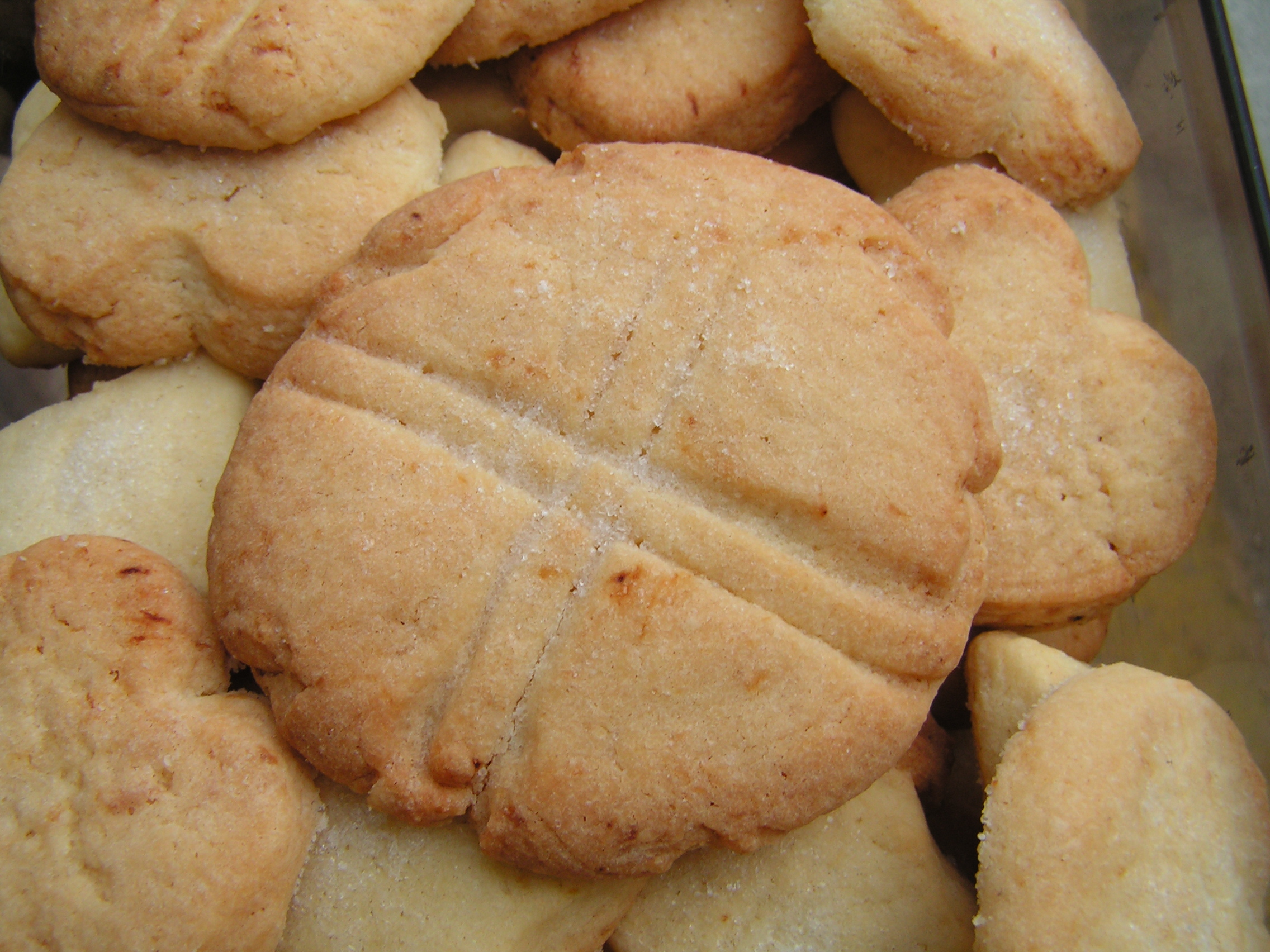
Coquetes de Sant Blai

Sant Blai, tal com apunta J. Amades en El costumari català, és "l'advocat contra el mal de coll i de gola". Era tradició entre la gent del poble portar a beneir, en aquest dia, cistelles de fruita i coquetes. Les coquetes de Sant Blai són uns dolços rodons, de la mida d'una moneda, que a sobre duen dibuixada una creu. Era costum de menjar en acabar de dinar allò que s'havia portat a beneir. Hi havia la creença que, d'aquesta manera, quedaven immunitzats contra els mals de coll i de gola. De coquetes n'hi ha de dos tipus: unes que són més rústiques, fetes amb farina de blat, i unes altres, que sol fer el pastisser, confeccionades amb farina d'ametlla.

## Pasqua
Com a la resta del domini, el dilluns de Pasqua els nens mengen la mona que els ha regalat el padrí. La pasta de mona es fa amb ous, sucre, oli, llevat i farina. Tenen forma d'"O" allargada i, o bé en un extrem o bé en tots dos, es col·loca un ou dur. La pasta de mona es pot farcir amb cabell d'àngel i, d'aquesta manera, es conserva més temps.
Com que la confecció de la confitura de cabell d'àngel és molt laboriosa, s'aprofita que se'n fa per les mones, per fer també pastissets.
Les mones poden prendre diverses formes; això fa que rebin noms diferents. Quan la pasta agafa forma allargada, com ara una barreta de pa, és anomenada reganyat. En canvi, si pren forma de "pop amb tres potes" es diu mico.
Les farinoses tenen la mateixa forma que els reganyats, però es farceixen de brossat o bé de confitura de cabell d'àngel o moniato.

## Sant Isidre
El dia d'aquest sant és l'únic que es fan primetes de panoli a la pastisseria Alemany d'Amposta. El panoli són unes postres típiques fetes d'oli, farina i sucre. Tenen una forma quadrada i un relleu superficial pastat a base de pessics.

## Sant Joan
És pels volts de Sant Joan que es recullen les apreciades pomes, anomenades de l'agredolç, que constitueixen l'element primordial del cóc de maçana. Els ingredients d'aquest cóc són: oli, farina, ous, pomes i sucre.
Sobre un llit de pasta es col·loquen les maçanes tallades per la meitat, i es cobreix tot plegat d'un bon raig d'oli i d'una abundant capa de sucre.
Darrerament aquestes postres estan perdent vigència perquè, cada vegada més, s'està imposant la coca de Sant Joan.

## Festes Majors (15 d'agost)
Tres postres són típiques de la festa major d'Amposta, que se celebra per la mare de Déu d'agost: el panoli, els pastissets i les coquetes de sagí. Els dos primers ja han estat explicats en apartats anteriors.
Les coquetes de sagí són unes postres no gaire dolces confeccionades amb sagí de porc, ous i farina. S'aromatitzen amb un polsim de canyella i un pessic de sucre.

## Tots Sants
Igual que en altres zones del Principat és típica de la festivitat de Tots Sants l'elaboració dels panellets. Tot i que els de pastisseria són fets de massapà, els casolans es fan amb una barreja d'ametlla picada, sucre, ou i patata o moniato. Poden prendre diferents formes i ornamentacions.

## Altres postres populars
Cal destacar també els cócs, que, tot i no ser representatius de cap festa concreta, són presents en la llar dels ampostins tots els diumenges.
De cócs n'hi ha de moltes varietats. El més corrent és el cóc ràpid que es fa amb ous, farina, sucre, oli i llet. Altres cócs més sofisticats són el cóc borratxo, que es fa de la mateixa manera que el ràpid, però es punxa i se li introdueix licor calent barrejat amb sucre, per donar-li un punt de dolçor; el cóc de maçana, en què el suc de la poma bullit substitueix la llet; el cóc de pinya, que es fa seguint el mateix procediment que s'utilitza en el de maçana,...
Un altre tipus de postres que se solia preparar a l'inici de la primavera són les flors de carabassera arrebossades. El pagès, com que es llevava d'alba, anava a l'hort i abans que les flors de carabassera s'obrissin les collia. En arribar a casa, les flors s'arrebossaven en una lletada com la que es preparava per a les borraines i es fregien. Un cop fregides, es posaven en una safata i s'empolsinaven amb sucre.